# Оператор магнітного запису

## Завдання та обов’язки.
3-й розряд

Виконує прості переписи з магнітної стрічки. Відтворює готові записи для прослуховування. Склеює магнітні стрічки клеєм-пластирем і підклеює ракорди. Виконує підготовчі роботи до магнітного запису.
4-й розряд

Виконує багатоканальний запис (студійний, мовний), а також монтує записи. Відтворює готові записи будь-якого призначення. Виготовлює вимірювальні стрічки з окремих частот під керівництвом оператора магнітного запису вищої кваліфікації, перевіряє апаратуру і встановлює рівень передачі.
5-й розряд

Виконує будь-які багатоканальні записи (студійні, периферійні, репортажні тощо). Монтує художні записи. Монтує запис накладанням. Відтворює мовлення по першій та другій програмах. Виготовлює вимірювальні стрічки усіх типів. Переписує з будь-якого звуконосія на магнітну стрічку. Здійснює технічний нагляд за звукозаписувальною апаратурою.
6-й розряд

Виконує записи із застосуванням штучної реверберації. Виконує стереофонічні записи і складні монтажі з накладанням. Проводить реставраційні роботи з відновлення записів. Ремонтує звукозаписувальну апаратуру. Здійснює електричне і механічне регулювання апаратури магнітного запису.

## Повинен знати
3-й розряд

- елементарні поняття з електротехніки і радіотехніки;
- схему комутації апаратної;
- правила користування магнітофоном і перевірки готовності його до перепису з магнітної стрічки;
- правила оформлення перепису і ведення апаратного журналу;
- правила догляду за апаратурою;
- правила та норми охорони праці, виробничої санітарії та протипожежного захисту.

4-й розряд

- основні поняття про стандартний рівень магнітного запису;
- будову, призначення індикаторів рівня і магнітофонів;
- схему комутації своєї апаратної для будь-яких видів робіт;
- правила виправлення записів на магнітній стрічці (ведення запису “з гачка");
- правила оформлення і здавання готових записів;
- технічні умови на записи і вимірювальні стрічки;
- основи електротехніки і радіотехніки;
- правила та норми охорони праці, виробничої санітарії та протипожежного захисту.

5-й розряд

- будову мікрофонів, їх чутливість і характеристики спрямованості;
- схему комутацій апаратної при будь-яких записах;
- монтаж, перепис і відтворення плівок;
- правила оформлення будь-яких записів, переписів;
- правила звіряння програми мовлення;
- правила користування обходами на низькій частоті;
- способи виправлення браку;
- правила та норми охорони праці, виробничої санітарії та протипожежного захисту.

6-й розряд

- будову, призначення і застосування стереофонічних магнітофонів, а також магнітних і пластинчастих ревербераторів;
- будову, призначення фільтрів і правила користування ними;
- елементарні поняття про музичну грамоту;
- правила і способи регулювання апаратури магнітного запису;
- правила та норми охорони праці, виробничої санітарії та протипожежного захисту.

## Кваліфікаційні вимоги.
3-й розряд

Професійно-технічна освіта або повна загальна середня освіта та професійна підготовка безпосередньо на виробництві. Без вимог до стажу роботи.
4-й розряд

Професійно-технічна освіта. Підвищення кваліфікації. Стаж роботи за професією оператора магнітного запису 3 розряду — не менше 1 року.
5-й розряд

Професійно-технічна освіта. Підвищення кваліфікації. Стаж роботи за професією оператора магнітного запису 4 розряду — не менше 1 року.
6-й розряд

Професійно-технічна освіта. Підвищення кваліфікації. Стаж роботи за професією оператора магнітного запису 5 розряду — не менше 1 року.